# 2025 au théâtre
| Années du théâtre : 2022 - 2023 - 2024 - 2025 - 2026 - 2027 - 2028    |
| Décennies du théâtre : 1990 - 2000 - 2010 - 2020 - 2030 - 2040 - 2050 |

## Décès
- 8 mars : Athol Fugard, dramaturge sud-africain.
- 11 avril : Nadia Vonderheyden, comédienne et metteuse en scène française.
- 11 juin : Marc'O, metteur en scène et dramaturge français.
- 16 juillet : Claus Peymann, metteur en scène et directeur de théâtre allemand.
- 26 juillet : Ziad Rahbani, metteur en scène et comédien libanais.
- 31 juillet :
  - Bob Wilson, metteur en scène américain.
  - Adrianna Asti, comédienne italienne.
- 12 août : Pierre Louis-Calixte, comédien français.